# Benjamin Hall, I barone di Llanover
Sir Benjamin Hall, I barone di Llanover (Abergavenny, 8 novembre 1802 – Londra, 27 aprile 1867), è stato un politico e ingegnere britannico, fu un membro del parlamento inglese per tre legislature, ma viene ricordato, in particolar modo, per la sua supervisione durante la costruzione del Big Ben a cui potrebbe aver dato il nome.

## Biografia
Eletto al parlamento nel 1831, viene rieletto nel 1832. Membro del governo di Lord Gordon e successivamente di Lord Palmerston.